# Twelve Carat Toothache
Twelve Carat Toothache è il quarto album in studio del cantante statunitense Post Malone, pubblicato il 3 giugno 2022 dalla Republic e Mercury.

## Tracce
Testi e musiche di Austin Post e Louis Bell, eccetto dove indicato.
1. Reputation – 4:08
2. Cooped Up (feat. Roddy Ricch) – 3:05 (Austin Post, Rodrick Wayne Moore, Jr., Louis Bell, Billy Walsh)
3. Lemon Tree – 4:03 (Austin Post, Ryan Vojtesak, Louis Bell, Robin Weisse, Billy Walsh, Brian Lee)
4. Wrapped Around Your Finger – 3:14 (Austin Post, Louis Bell, Andrew Watt, Omer Fedi, Billy Walsh)
5. I Like You (A Happier Song) (feat. Doja Cat) – 3:13 (Austin Post, Amala Zandile Dlamini, Louis Bell, Jasper Harris, Billy Walsh)
6. I Cannot Be (A Sadder Song) (feat. Gunna) – 2:50 (Austin Post, Sergio Kitchens, Louis Bell, Taurus Currie Jr., Billy Walsh)
7. Insane – 2:50 (Austin Post, Louis Bell, Billy Walsh)
8. Love/Hate Letter to Alcohol (feat. Fleet Foxes) – 3:04 (Austin Post, Louis Bell, Robin Pecknold)
9. Wasting Angels (feat. The Kid Laroi) – 4:03 (Austin Post, Charlton Howard, Louis Bell, Billy Walsh)
10. Euthanasia – 2:26
11. When I'm Alone – 3:15 (Austin Post, Louis Bell, Billy Walsh)
12. Waiting for a Miracle – 2:22
13. One Right Now (con The Weeknd) – 3:12 (Austin Post, Abel Tesfaye, Louis Bell, Brian Lee, Andrew Bolooki, Billy Walsh, Dre London)
14. New Recording 12, Jan 3, 2020 – 1:33 (Austin Post)

## Classifiche

### Classifiche settimanali
| Classifica (2022) | Posizione massima |
| ----------------- | ----------------- |
| Australia         | 2                 |
| Austria           | 6                 |
| Belgio (Fiandre)  | 7                 |
| Belgio (Vallonia) | 17                |
| Canada            | 1                 |
| Croazia           | 39                |
| Danimarca         | 2                 |
| Finlandia         | 4                 |
| Francia           | 27                |
| Germania          | 10                |
| Grecia            | 42                |
| Irlanda           | 3                 |
| Islanda           | 3                 |
| Italia            | 11                |
| Lituania          | 6                 |
| Norvegia          | 1                 |
| Nuova Zelanda     | 2                 |
| Paesi Bassi       | 2                 |
| Polonia           | 32                |
| Portogallo        | 24                |
| Regno Unito       | 3                 |
| Repubblica Ceca   | 8                 |
| Slovacchia        | 2                 |
| Spagna            | 11                |
| Stati Uniti       | 2                 |
| Svezia            | 3                 |
| Svizzera          | 6                 |

### Classifiche di fine anno
| Classifica (2022) | Posizione |
| ----------------- | --------- |
| Australia         | 65        |
| Belgio (Fiandre)  | 198       |
| Danimarca         | 45        |
| Lituania          | 75        |
| Norvegia          | 28        |
| Nuova Zelanda     | 48        |
| Paesi Bassi       | 84        |
| Svezia            | 84        |